# قسم ياتري الريفي (مقاطعة آرادان)
قسم یاتري الريفي (بالفارسية: دهستان یاتری) هي قسم تقع في إيران في قسم. يقدر عدد سكانها بـ 3,495 نسمة .